# Gauliga Südwest 1938/39
Die Gauliga Südwest 1938/39 war die sechste Spielzeit der Gauliga Südwest im Fußball. Der RTuSV Wormatia Worms – im Sommer 1938 hatte der VfR mit den Reichsbahner-Sportverein fusioniert – konnte sich letztlich ungefährdet den dritten Gaumeistertitel nach 1936 und 1937 sichern, nachdem der FSV im Stadtderby den bis dahin ärgsten Konkurrenten Eintracht am vorletzten Spieltag mit 2:1 geschlagen hatte. In der Endrunde um die deutsche Meisterschaft kam die Wormatia zwar erneut nicht über die Vorrunde hinaus, war aber in der gesamten Endrunde die einzige Mannschaft, die den späteren Deutschen Meister Schalke 04 besiegte. Im Abstiegskampf der Gauliga wurden erstmals Entscheidungsspiele durchgeführt, nachdem am Saisonende drei Mannschaften punktgleich am Tabellenende lagen. Schlussendlich durften dennoch alle drei auch in der darauf folgenden Spielzeit in der obersten Spielklasse antreten, da die Meisterschaftsrunde 1939/40 aufgrund des Zweiten Weltkrieges in zwei Staffeln ausgetragen und die Zahl der Mannschaften infolgedessen aufgestockt wurde. Der FV Saarbrücken zog seine Teilnahme allerdings kriegsbedingt zurück. In den Aufstiegsrunden setzten sich die Absteiger des Vorjahres, 1. FC Kaiserslautern und SC Opel Rüsselsheim durch, aufgrund der Umstrukturierung in der neuen Saison rückten noch drei weitere Mannschaften nach.

## Abschlusstabelle
| Pl. | Verein                       | Sp. | S  | U | N  | Tore    | Quote | Punkte |
| --- | ---------------------------- | --- | -- | - | -- | ------- | ----- | ------ |
| 1.  | Wormatia Worms               | 18  | 11 | 4 | 3  | 034:200 | 1,70  | 26:10  |
| 2.  | FSV Frankfurt                | 18  | 9  | 5 | 4  | 038:270 | 1,41  | 23:13  |
| 3.  | SG Eintracht Frankfurt (M)   | 18  | 11 | 0 | 7  | 049:340 | 1,44  | 22:14  |
| 4.  | Offenbacher FC Kickers       | 18  | 9  | 1 | 8  | 040:300 | 1,33  | 19:17  |
| 5.  | SV Wiesbaden                 | 18  | 8  | 2 | 8  | 023:260 | 0,88  | 18:18  |
| 6.  | Borussia Neunkirchen         | 18  | 7  | 1 | 10 | 030:270 | 1,11  | 15:21  |
| 7.  | TSG 1861 Ludwigshafen (N)    | 18  | 7  | 1 | 10 | 030:400 | 0,75  | 15:21  |
| 8.  | RTuSV Rot-Weiß Frankfurt (N) | 18  | 6  | 2 | 10 | 024:350 | 0,69  | 14:22  |
| 9.  | FV Saarbrücken a             | 18  | 6  | 2 | 10 | 031:450 | 0,69  | 14:22  |
| 10. | FK Pirmasens                 | 18  | 6  | 2 | 10 | 023:380 | 0,61  | 14:22  |

| (M) | Titelverteidiger               |
| (N) | Aufsteiger aus der Bezirksliga |

## Abstiegs-Play-Off
|                    | Ergebnis |                |
| ------------------ | -------- | -------------- |
| FK Pirmasens       | 1:1      | FV Saarbrücken |
| Rot-Weiß Frankfurt | 2:2      | FK Pirmasens   |
| Rot-Weiß Frankfurt | 2:0      | FV Saarbrücken |

Saarbrücken und Pirmasens standen demnach als Absteiger fest, durften aufgrund der Aufteilung der Liga in zwei Staffeln 1939/40 aber dennoch teilnehmen. Der FV Saarbrücken zog seine Mannschaft aber vor Beginn der nächsten Spielzeit zurück.

## Aufstiegsrunde
Durch die später beschlossene Erweiterung der Gauliga in der kommenden Spielzeit stiegen schlussendlich insgesamt fünf Mannschaften auf.

### Gruppe I
| Pl. | Verein                                                  | Sp. | S | U | N | Tore    | Quote | Punkte |
| --- | ------------------------------------------------------- | --- | - | - | - | ------- | ----- | ------ |
| 1.  | 1. FC Kaiserslautern (Sieger Bezirksklasse Mittelfpalz) | 4   | 3 | 0 | 1 | 009:400 | 2,25  | 06:20  |
| 2.  | VfR Frankenthal (Sieger Bezirksklasse Rheinpfalz)       | 4   | 2 | 0 | 2 | 005:100 | 0,50  | 04:40  |
| 3.  | TSG Burbach (Sieger Bezirksklasse Saar)                 | 4   | 1 | 0 | 3 | 010:100 | 1,00  | 02:60  |

### Gruppe II
| Pl. | Verein                                                 | Sp. | S | U | N | Tore    | Quote | Punkte |
| --- | ------------------------------------------------------ | --- | - | - | - | ------- | ----- | ------ |
| 1.  | SC Opel Rüsselsheim (Sieger Bezirksklasse Rheinhessen) | 4   | 3 | 1 | 0 | 013:500 | 2,60  | 07:10  |
| 2.  | Union Niederrad (Sieger Bezirksklasse Main)            | 3   | 1 | 1 | 1 | 005:700 | 0,71  | 03:30  |
| 3.  | GfL Darmstadt (Sieger Bezirksklasse Starkenburg)       | 3   | 0 | 0 | 3 | 001:700 | 0,14  | 0:60   |